# Consulat général du Portugal à Lyon
Le consulat général du Portugal à Lyon est une représentation consulaire de la République portugaise en France. Il est situé rue Crillon, à Lyon, en région Auvergne-Rhône-Alpes.